# HammerFall
HammerFall — метал-гурт зі Швеції, що грає в стилях хеві- і павер-метал.

## Історія
У 1993 році гітарист Оскар Дроньяк та бас-гітарист Еспер Стремблад покинули гурт Ceremonial Oath. Стремблад зайнявся підбором колективу для свого сайд-проєкту In Flames, а Дроньяк організував HammerFall. Вони допомагали один одному — Стремблад зайняв місце за ударними HammerFall, а Дроньяк виконував бек-вокальні партії на ряді пісень In Flames. До цього часу Дроньяк вже склав пісню «Steel Meets Steel», яка пізніше увійшла до їх дебютного альбому. Незабаром до них приєдналися гітарист Ніклас Сундін, басист Йоханн Ларсон та вокаліст Мікаель Станне (з гурту Dark Tranquillity).
Наступного року на зміну Сундіну та Ларссону прийшли Глен Люнгстрем (з гурту In Flames) та Фредрік Ларссон (басист колишнього шведського дез-метал-гурту Dispatched). Таким чином, склад гурту було переважно набрано з колишніх та навіть діючих музикантів In Flames, і музичні оглядачі спочатку розглядали HammerFall як їх сайд-проєкт.
У 1996 році гурт взяв участь у конкурсі Rockslaget з піснею Judas Priest «Breaking the Law». Після чвертьфіналу Станне не зміг продовжити виступ і в півфіналі його замінив Йоаким Кансі, за що гурт було дискваліфіковано, але Йоакима запросили в основний склад гурту і він став одним з лідерів та основних композиторів HammerFall.

### Glory to the BraveтаLegacy of Kings(1997–1999)
У 1997 році на лейблі Nuclear Blast вийшов дебютний альбом гурту, «Glory to the Brave», який мав значний успіх у Скандинавії і отримав звання «Альбому місяця» одразу від трьох музичних видань. HammerFall взяли участь у фестивалі Wacken Open Air разом з Gamma Ray та Lake of Tears. Водночас до гурту приєднався новий гітарист Стефан Ельмгрен. Наприкінці року гурт здобув шведську премію Ґреммі. Після релізу 1998 року альбому «Legacy of Kings» шведи вирушили в світовий тур на його підтримку разом зі Stratovarius та Lordi. Частина пісень на перших двох альбомах була написана Стрембладом, який незабаром покинув гурт, зосередившись на кар'єрі в In Flames, і паралельно заснував Sinergy.
HammerFall записали ряд кавер-версій пісень Helloween, збираючись випустити триб'ют-альбом. Однак лейбл Nuclear Blast відмовився видавати подібний експеримент, обмежившись синглом «I Want Out», записаним дуетом із засновником Helloween та лідером Gamma Ray Каєм Хансеном.
На початку 1997 року німецький лейбл Nuclear Blast запропонував HammerFall контракт на європейський реліз, який включав чотири альбоми. Угода була прийнята, і гурт розпочав записувати свої перші два відеокліпи — "HammerFall" і "Glory to the Brave". Після випуску промо-синглу "Glory to the Brave" вийшов у всій Європі. Результати були досить несподіваними, навіть після інтенсивної маркетингової кампанії, проведеної Nuclear Blast. За тиждень після релізу альбом досягнув 38-ї позиції в німецькому музичному чарті, чого ніколи раніше не вдавалося досягти дебютному хеві-метал-альбому.
Разом із групами Gamma Ray, Jag Panzer, Lake of Tears і Raven гурт відправився у кілька турів по європейському континенту. Концерт на фестивалі Wacken Open Air зібрав понад десять тисяч глядачів.
Наприкінці 1997 року "Glory to the Brave" вийшов у Японії та Сполучених Штатах. Продажі альбому сягнули ста тисяч копій. HammerFall також були номіновані на шведську премію "Греммі" в категорії "Найкращий хард-рок гурт".
У лютому 1998 року відбувся невеликий клубний тур (5 концертів) у Бельгії та Нідерландах. На розігріві був бельгійський гурт Double Diamond, який пізніше став Fireforce. Цього ж місяця розпочався запис альбому "Legacy of Kings". Цей альбом знову написали Йоакім, Оскар і Єспер, який, попри те, що покинув гурт, все ще брав участь у процесі, щоб зберегти той самий загальний настрій, що і на першому релізі. Продюсерами альбому виступили Фредрік Нордстрем (з Dream Evil) і Оскар, за допомогою Йоакіма. Загалом гурт провів у студії півтора місяці, записуючи цей альбом.
HammerFall дали кілька виразних концертів перед виходом Legacy of Kings, граючи на фестивалях разом з такими гуртами, як Alice Cooper, Rammstein, Deep Purple, Dream Theater, Saxon і Stratovarius.
Їхнє перше світове турне відбулося у жовтні 1998 року. Під час концертів у Швеції Йоаким Канс підхопив серйозну інфекцію горла, яка унеможливила його спів. Незабаром після цього на ту ж хворобу захворів Магнус Розен, а за ним і вся команда підтримки HammerFall. Учасники гурту грали якомога довше, а потім були змушені відкласти або скасувати кілька дат. Під час проїзду через Південну Америку HammerFall зробили невелику перерву, щоб відвідати бразильські пляжі, але незабаром відновили турне.
Наприкінці цього туру барабанщик Патрік Рафлінг покинув гурт, а Андерс Йоханссон, друг Магнуса Розена, приєднався до гурту як гастролер. На початку 1999 року він став постійним учасником гурту. Андерс раніше працював з гітаристом Інгві Малмстіном у Rising Force у 80-х і 90-х роках і в ряді інших проєктів; він є братом Йенса Йоханссона зі Stratovarius. Його цінують за технічний і поліритмічний талант, як у металі, так і в інших жанрах.

### RenegadeтаCrimson Thunder(2000–2003)
Альбом 2000 року «Renegade» досяг першої відмітки за рейтингами продажів у Швеції. На підтримку альбому гурт провів ще один тур і випустила DVD «The Templar Renegade Crusades», записаний у декораціях руїн замку.
Наступний реліз, «Crimson Thunder», вийшов 2002 року, став кроком до змін: гурт від швидкого та мелодійного пауер-металу стала поступово схилятися до класичного середньо-темпових хеві-металу з «галоповим» рифом. Тур на підтримку альбому зірвався через небезпечний інцидент. Йоакима, що сидів зі своєю подругою в барі, якийсь хуліган вдарив в обличчя скляним кухлем. Як пізніше з'ясувалося, це був фанатик блек-металу, який ненавидів HammerFall за «неправильну» музику. Лікарі насилу врятували очі вокаліста, провівши пластичну операцію. Як тільки це стало можливим, Йоаким приєднався до гурту і взяв участь у спільному турі з Dio. Тур був успішним, проте менеджер гурту зник, викравши значну частину виручки.
В останні роки гурт також випустив альбом «Chapter V: Unbent, Unbowed, Unbroken», куди ввійшов дует з гроулінг-вокалістом гурту Venom. Пісня «Blood Bound» і кліп на неї мали великий успіх у європейських хіт-парадах. За ним вийшов альбом «Threshold», на якому гурт ще більше схилилився в бік хеві-метала. Перед записом альбому Йоаким, у якого були проблеми з голосом, переніс операцію на зв'язках. За його словами, вона повернула йому цілу октаву голосового діапазону.
Гурт часто виступав на підтримку олімпійської збірної Швеції, зокрема з керлінгу (стала переможцем Олімпійських ігор-2006), і зняла два кліпи з участю відомих спортсменів. Також пісня «Hearts on Fire» є гімном олімпійської збірної Швеції.

### Chapter V: Unbent, Unbowed, UnbrokenтаThreshold(2005–2008)
Наприкінці 2006 року, після успіху їхніх друзів та частих партнерів по турах Lordi на конкурсі пісні «Євробачення», в пресі та на інтернет-сайтах, присвячених музиці, поширювалася інформація, що журі конкурсу запросило Hammerfall та Europe до відбору на Євробачення-2007 від Швеції. Однак Йоаким Кансі в інтерв'ю публічно заявив, що HammerFall не зацікавлені участю в конкурсі.
2007 року з невідомих причин з гурту йде басист Магнус Розен. Концертна діяльність гурту була тимчасово припинена у зв'язку з пошуками нового бас-гітариста. Цю позицію зайняв Фредерік Ларссон, що повернувся в гурт. Роком пізніше Стефан Ельмгрен призупинив участь в гурті, оскільки почав кар'єру льотчика. Його місце зайняв Понтус Норгрен. Новий склад випустив триб'ют-альбом «Masterpieces», що складається з кавер-версій пісень відомих хеві- й пауер-метал-гурт.
6 березня 2007 року на офіційному сайті HammerFall (і на його власному офіційному сайті) з'явилася заява про те, що басист Магнус Розен більше не буде брати участь у гурті. Причиною його відходу було названо те, що він був нещасливий у групі і хотів би зосередитися на інших проєктах. На його власному сайті (і, відповідно, в офіційній заяві) було оголошено, що Магнус втомився від простої гри на бас-гітарі, яку він був змушений виконувати у HammerFall, і що він не в змозі приносити в групу свій власний матеріал. Тепер він хоче "бути більш творчим у своїй кар'єрі"[9]. 10 квітня на офіційній сторінці HammerFall було оголошено, що на заміну Магнусу прийшов колишній учасник гурту Фредрік Ларссон, який грав на бас-гітарі на альбомі "Glory to the Brave". Для першого альбому гурту було записано три нові пісні. Це "Last Man Standing", "Restless Soul" і "The Abyss". Вони також перезаписали трек Glory To The Brave "HammerFall". "Steel Meets Steel - Ten Years of Glory" вийшов 12 жовтня 2007 року.
2 квітня 2008 року Стефан Ельмгрен оголосив про своє рішення покинути HammerFall, щоб продовжити кар'єру комерційного пілота. Його замінив Понтус Норгрен з The Poodles. 27 червня 2008 року гурт випустив альбом-компіляцію "Masterpieces". До альбому увійшли всі пісні, які гурт переспівував, а також три нові кавери, які раніше не видавалися. Це був останній реліз Стефана Ельмгрена у складі гурту.

### No Sacrifice, No VictoryandInfected(2009–2012)

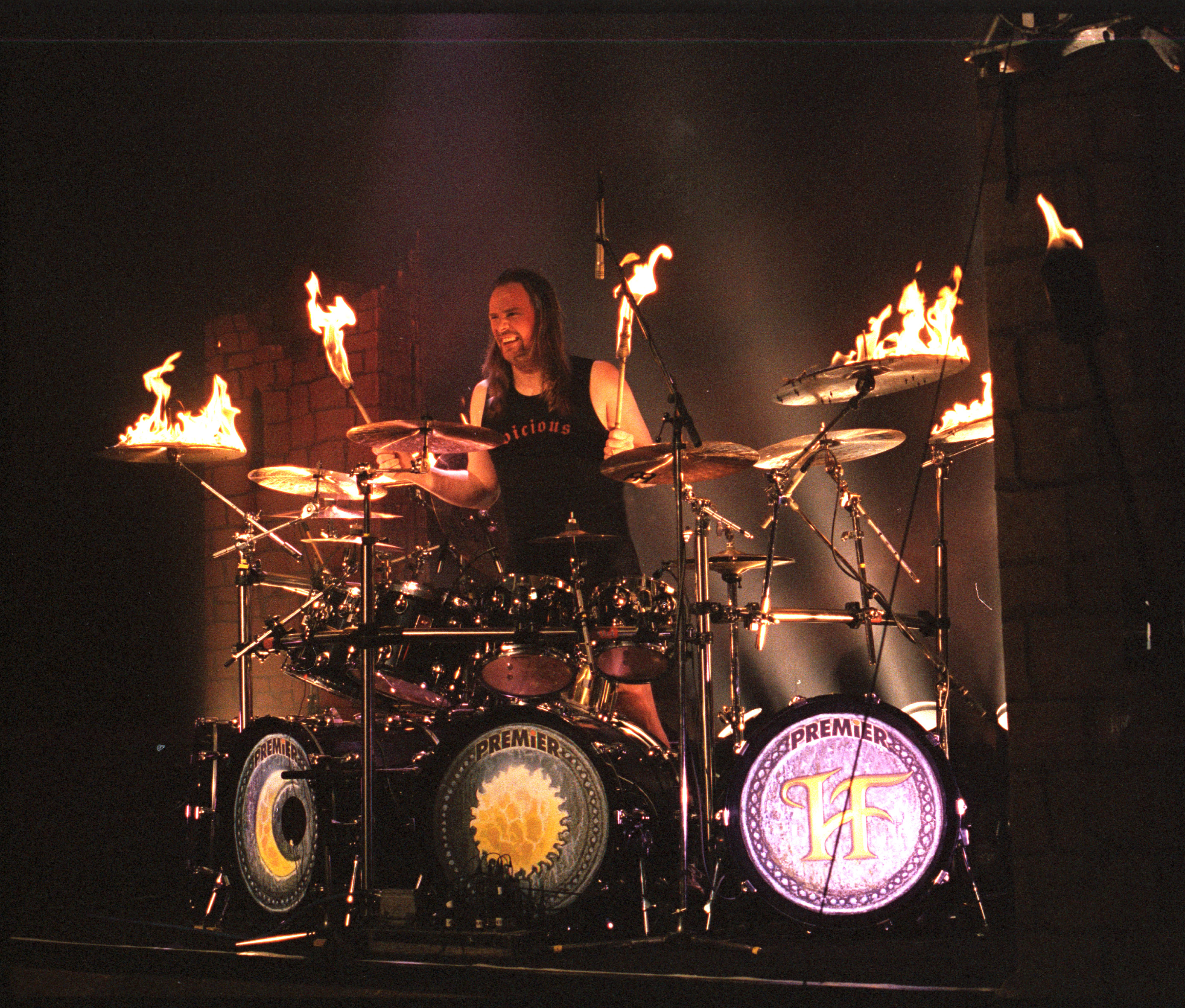
Андерс Йоханссон червень 2012 року.

У 2009 році HammerFall випускає альбом «No Sacrifice, No Victory». Він зайняв 38-е місце в чаті Billboard; також на композицію «Any Means Necessary» зняли кліп. На підтримку свого альбому, гурт вирушив у світове турне. 2010 року HammerFall також взяли участь у багатьох фестивалях важкої музики.
У 2011 році HammerFall випускають свій останній натепер альбом, «Infected». Альбом відразу посів друге місце у шведських музичних чартах. Композиція «One More Time» вийшла окремим синглом, до неї також зняли кліп. Перед випуском альбому розгорівся скандал через обкладинку, внаслідок чого її довелося змінити. Також з обкладинкою були пов'язані страхи фанатів гурту, адже вперше з моменту першого релізу HammerFall на ній не з'явився талісман гурту Гектор. Однак, бас-гітарист гурту Фредерік Ларссон пізніше повідомив, що це не кінець Гектора, і він буде з'являтися на обкладинках наступних релізів гурту.
Навесні 2012 року колектив анонсував, що планує відсвяткувати своє 15-річчя, відігравши влітку два грандіозні шоу — в амфітеатрі Далхалла у Швеції і на Wacken Open Air у Німеччині, після чого музиканти підуть у відпустку. Таким чином, гурт не буде активний весь 2013 рік, а повернеться до шанувальників лише в 2014-му, але вже з новим альбомом.
У 2013 році HammerFall взяли перерву і деякий час присвятили сім'ям або побічній роботі. Оскар написав книгу про HammerFall, Legenden om HammerFall (швед. "Легенда про HammerFall"), яка вийшла 24 жовтня і розповідає про події гурту за останні 16 років, але вона досі існує лише шведською мовою.

### (r)EvolutionandBuilt to Last(2014–2017)
HammerFall знову возз'єдналися з продюсером Фредріком Нордстремом. Вокал записав Джеймс Майкл. Для створення міксу Фредрік Нордстрем провів 3 тижні у власній студії.
Альбом "(r)Evolution" вийшов 29 серпня 2014 року і почав штурмував чарти в усьому світі, дебютувавши на #1 у Швеції та в чарті Billboard Heatseekers Chart, а також досягнувши Топ-5 у кількох інших країнах. У наступному турі, який отримав назву World Wide (r)Evolution 2014-15, HammerFall повернуться до Латинської Америки разом з Edguy і Gotthard, після чого на початку 2015 року розпочнеться повноцінний штурм Європи. Гурт був дещо засмучений, коли незабаром після виходу (r)Evolution пішов барабанщик Андерс Йоханссон, але Девіда Волліна (Pain) запросили як тимчасову заміну, щоб гарантувати, що шоу продовжиться. Приблизно в той же час було вирішено, що Фредрік піде у відпустку по догляду за дитиною з вересня 2014 року по березень 2015 року. Колишній гітарист Стефан Ельмгрен (Stefan Elmgren) взяв на себе обов'язки 4-струнника на цей період, що зробило цей склад унікальним під час латиноамериканського і європейського туру.
У березні 2016 року гурт оголосив про підписання контракту з лейблом Napalm Records. Їх десятий студійний альбом, Built to Last, вийшов 4 листопада 2016 року.
16 грудня 2016 року Девід Валлін пішов з гурту, щоб зосередитися на сім'ї, і того ж дня гурт представив свого нового барабанщика Йохана Колеберга.
2 вересня 2017 року було оголошено, що сімейні проблеми Девіда Валліна вирішені, і його відновили у складі гурту.

### Dominion і Hammer of Dawn (2018 — дотепер)
18 грудня 2018 року HammerFall анонсували свій одинадцятий студійний альбом "Dominion". Він вийшов 16 серпня 2019 року.
Після великого туру на підтримку альбому Європою та Північною Америкою в якості спеціального гостя гурту Sabaton, пізніше гурт анонсував концертний альбом Live! Against the World, який вийшов 23 жовтня 2020 року.
19 березня 2021 року HammerFall оголосили, що приєднаються до Helloween у великому європейському турі у 2022 і 23 роках під назвою United Forces.[18] Пізніше були додані дати туру в Латинській Америці і Північній Америці. У рамках туру гурт підтримав свій дванадцятий студійний альбом Hammer of Dawn, реліз якого відбувся 25 лютого 2022 року. За день до виходу альбому вони випустили сингл "Brotherhood".

## Стилістика

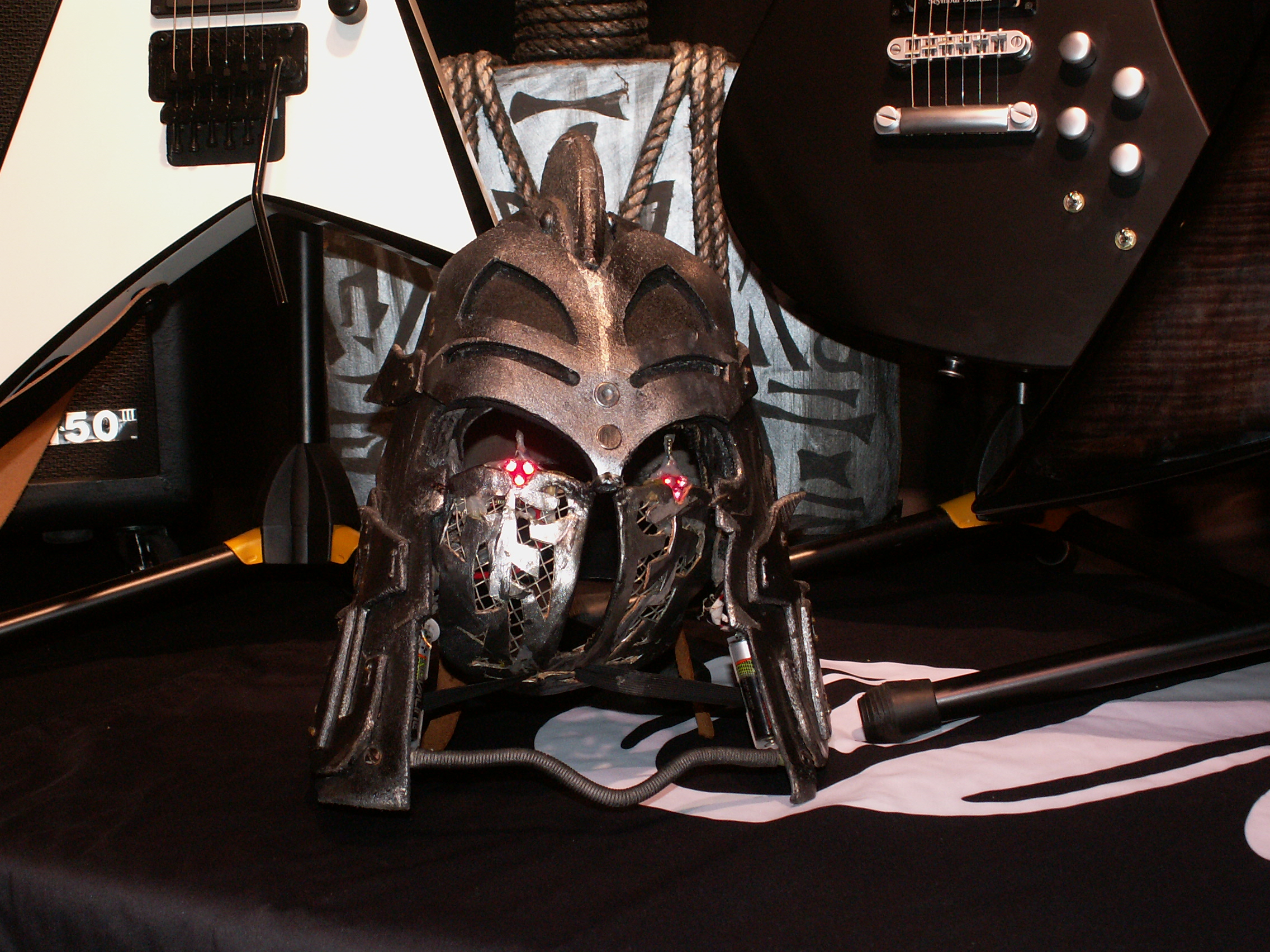
Гектор в декораціях на концерті

Із самого початку гурт обрав імідж та тематику середньовічних лицарів-храмовників. Більшість пісень гурту так чи інакше присвячено боям, походам, бойовим гімнам та боротьбі за справедливість, а сценічний імідж гурту включає в себе шкіряні «обладунки». Тематика пісень HammerFall близька до войовничої естетиці Manowar, з тією істотною відмінністю, що на відміну від своїх американських колег, шведи роблять основний наголос не на захваті битвою та міццю, а на відплаті та лицарській честі.
Талісман гурту — храмовник Гектор (англ. Hector the Templar), присутній на всіх обкладинках альбомів та синглів. Спочатку намальований Андреасом Маршаллом, зараз він переважно відомий за малюнками Семвайса Дідьє, художнього редактора компанії Blizzard Entertainment (що змусило деяких шанувальників асоціювати гурт з грою Warcraft: Orcs & Humans, дизайн якої створив Семвайс, а Гектор — з паладином з цієї гри). Гектор фігурує в деяких відеокліпах гурту, зокрема Renegade та Natural High.

## Дискографія

### Альбоми
| Назва                                                | Рік випуску |
| ---------------------------------------------------- | ----------- |
| Glory To The Brave                                   | 1997        |
| Legacy Of Kings                                      | 1998        |
| Renegade                                             | 2000        |
| Crimson Thunder                                      | 2002        |
| One Crimson Night (Live, 2 CD)                       | 2003        |
| Chapter V: Unbent, Unbowed, Unbroken                 | 2005        |
| Threshold                                            | 2006        |
| Steel Meets Steel — Ten Years Of Glory (compilation) | 2007        |
| Masterpieces (tribute)                               | 2008        |
| No Sacrifice, No Victory                             | 2009        |
| Infected                                             | 2011        |
| (r)Evolution                                         | 2014        |
| Built to Last                                        | 2016        |
| Dominion                                             | 2019        |
| Hammer of Dawn                                       | 2022        |

### Сингли
- Glory To The Brave (1997)
- Heeding The Call (1997)
- I Want Out (1999)
- Renegade (2000)
- Always Will Be (2001)
- Hearts On Fire (2002)
- Blood Bound (2005)
- Natural High (2006)
- One More Time (2011)

### DVD
- The First Crusade (1999)
- The Templar Renegade Crusades (2002)
- Hearts on Fire (2002)
- One Crimson Night (2003)
- Rebels With A Cause (Unruly, Unrestrained, Uninhibited) (2008)

### Відеокліпи
- Hammerfall (1997)
- Glory to the Brave (1997)
- Renegade (2000)
- Always Will Be (2001)
- Hearts on Fire (2002)
- Bloodbound (2005)
- Natural High (2006)
- Hearts on Fire (за участю олімпійської збірної Швеції по керлінгу, 2006)
- The Fire Burns Forever (за участю відомих спортсменів, 2006)
- Last Man Standing (2008)
- Any Means Necessary (2009)
- One More Time (2011)

## Сайд-проєкти учасників
| Проєкт      | Організатор     | Альбом           | Рік випуску |
| ----------- | --------------- | ---------------- | ----------- |
| Full Strike | Стефан Ельмгрен | We Will Rise     | 2002        |
| Cans        | Йоаким Кансі    | Beyond The Gates | 2004        |

## Склад
- Йоахім Канс (Joacim Cans) — вокал (з 1996)
- Оскар Дроньяк (Oscar Dronjak) — гітара, бек-вокал (з 1993)
- Андерс Юханссон (Anders Johansson) — ударні (з 1999)
- Фредерік Ларсен (Fredrik Larsson) — бас-гітара, бек-вокал (1994—1997, з 2007)
- Понтус Норгрен (Pontus Norgren) — гітара (з 2008)

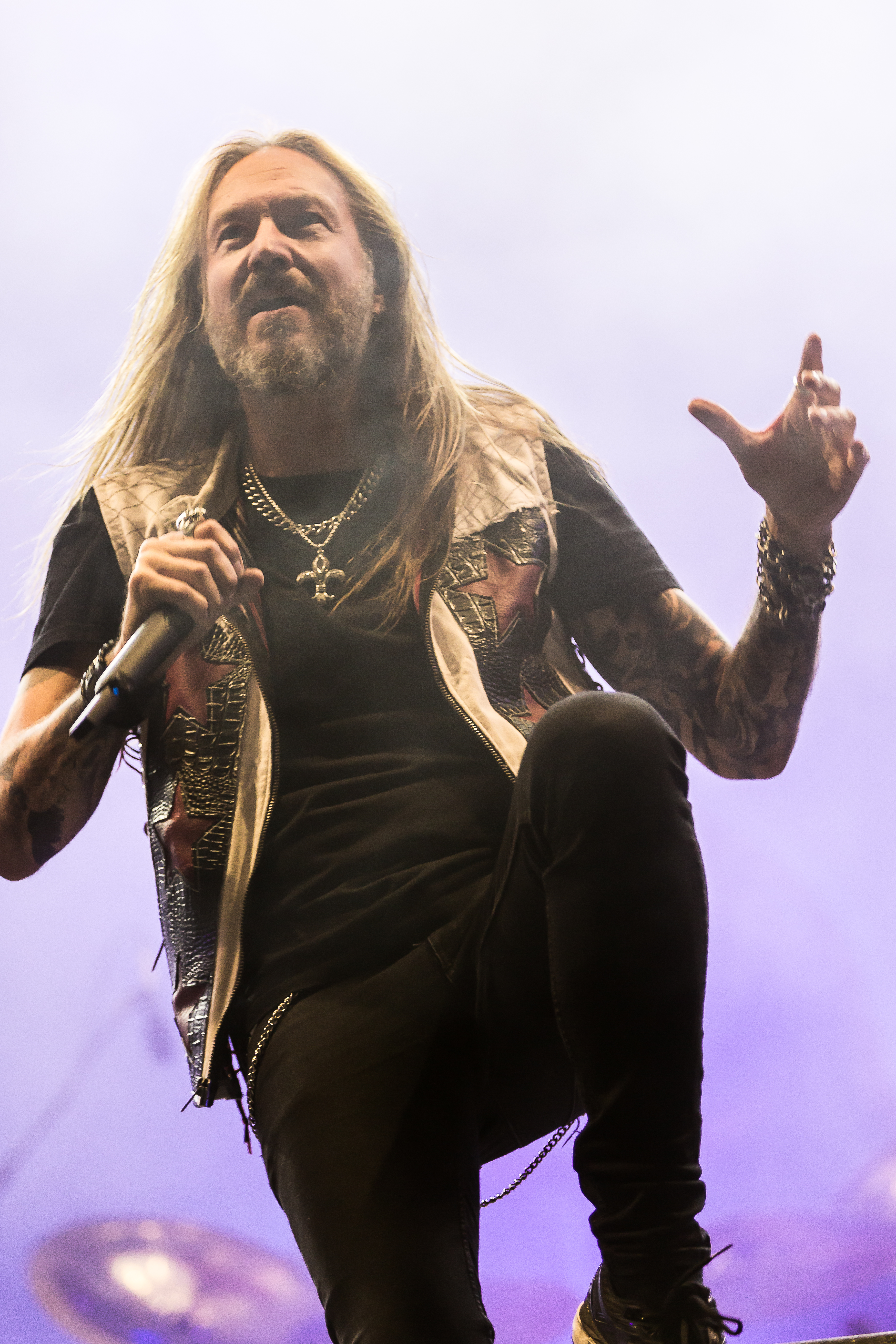
Йоахім Канс
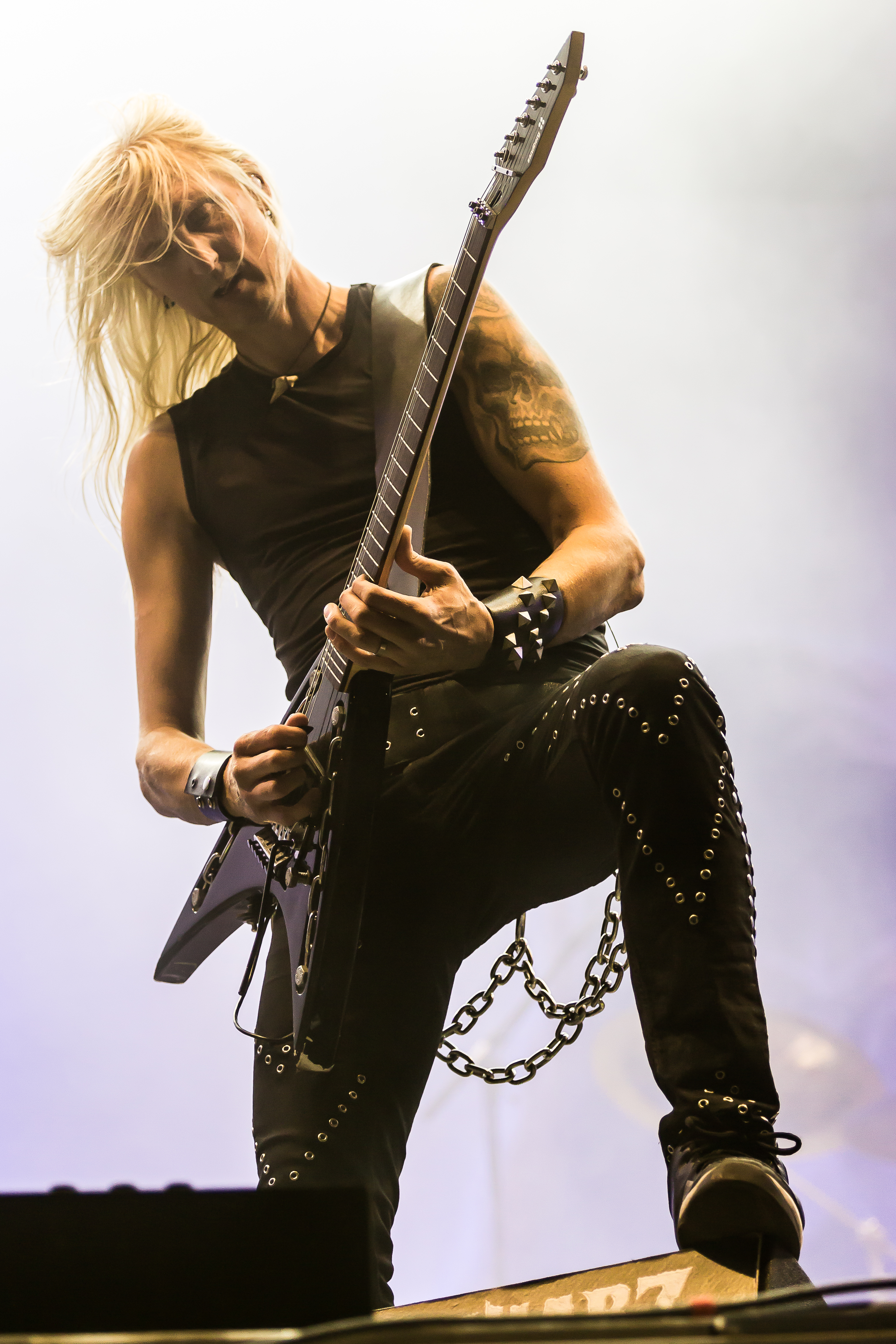
Оскар Дроньяк
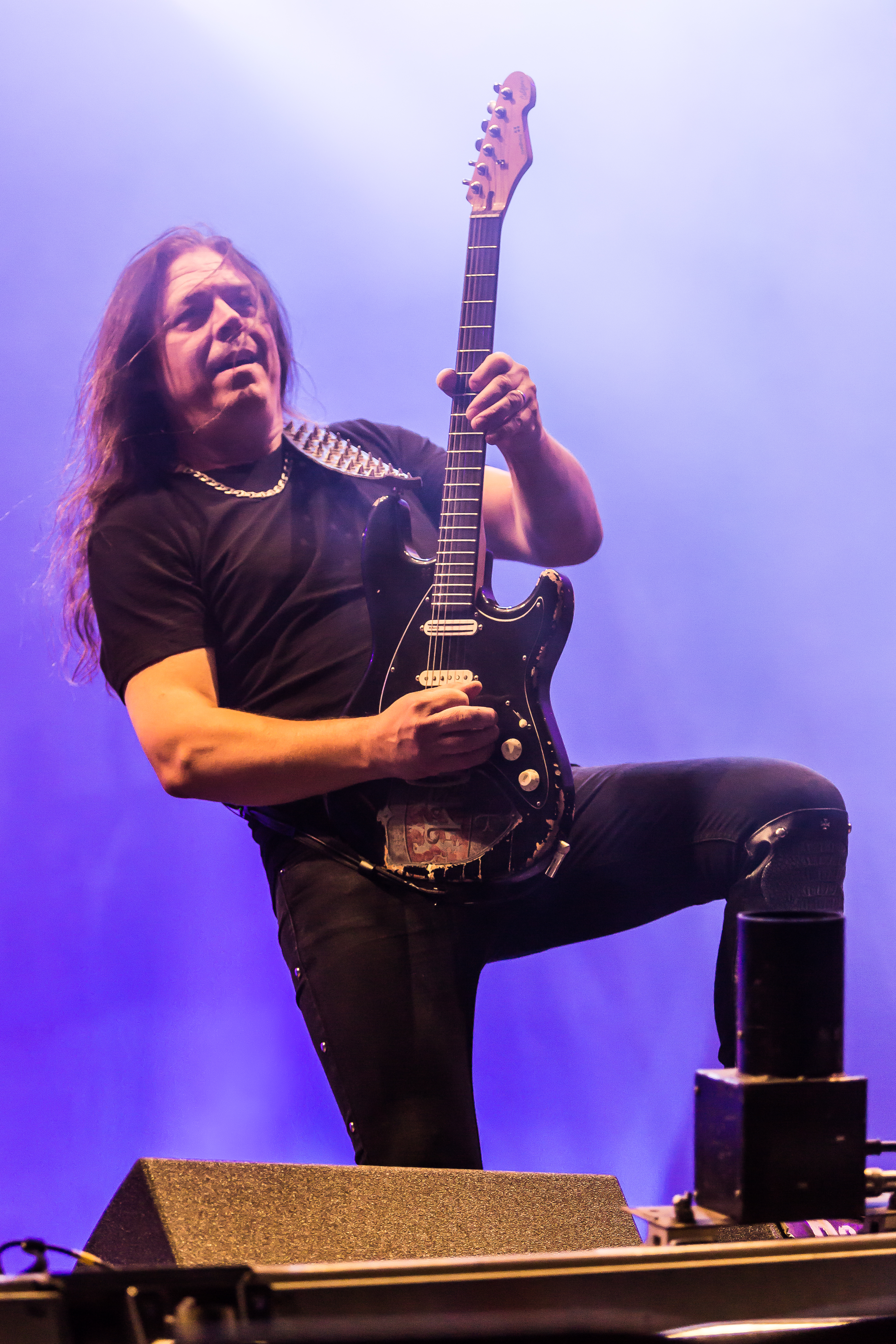
Понтус Норгрен
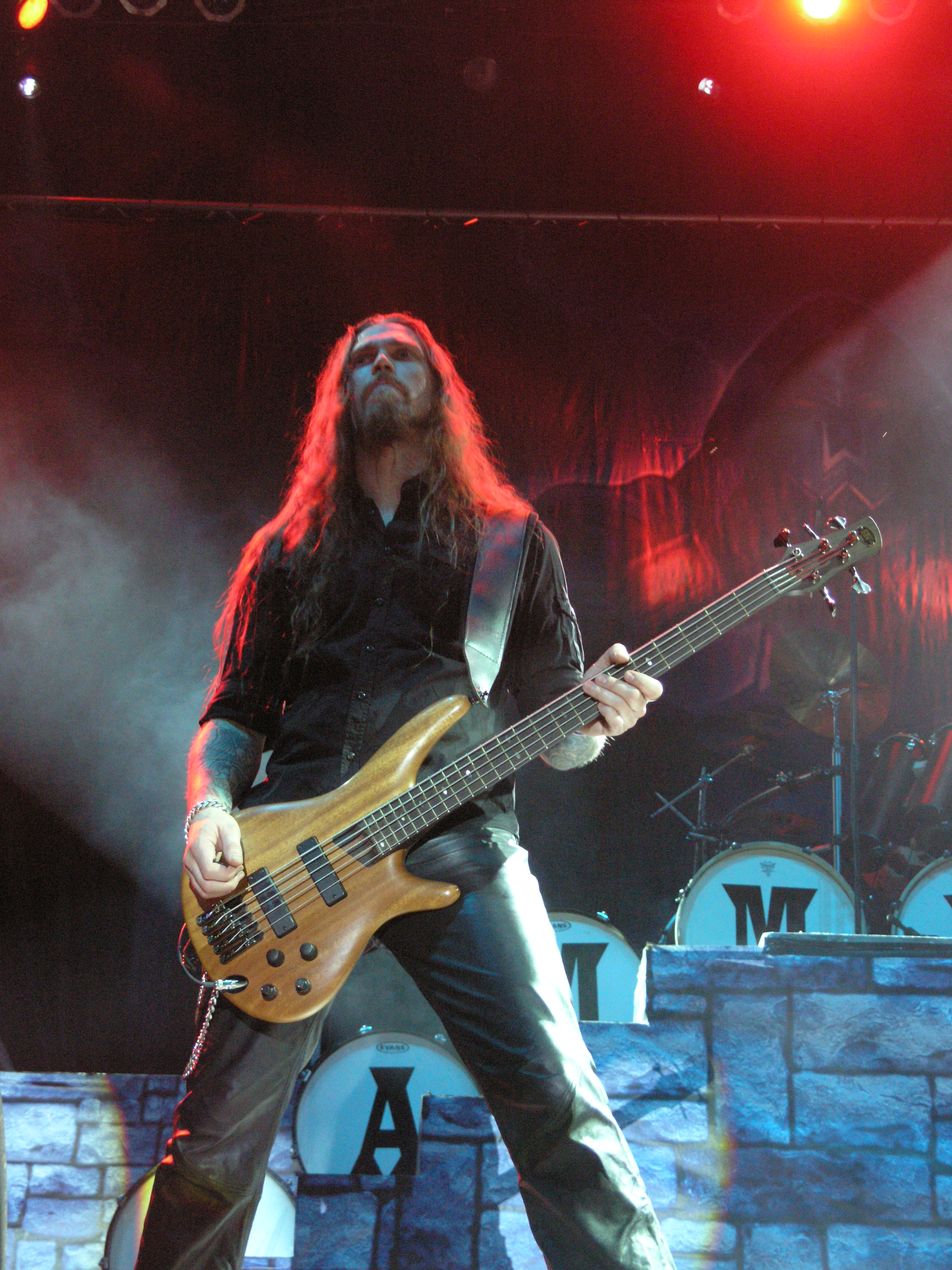
Фредерік Ларсен
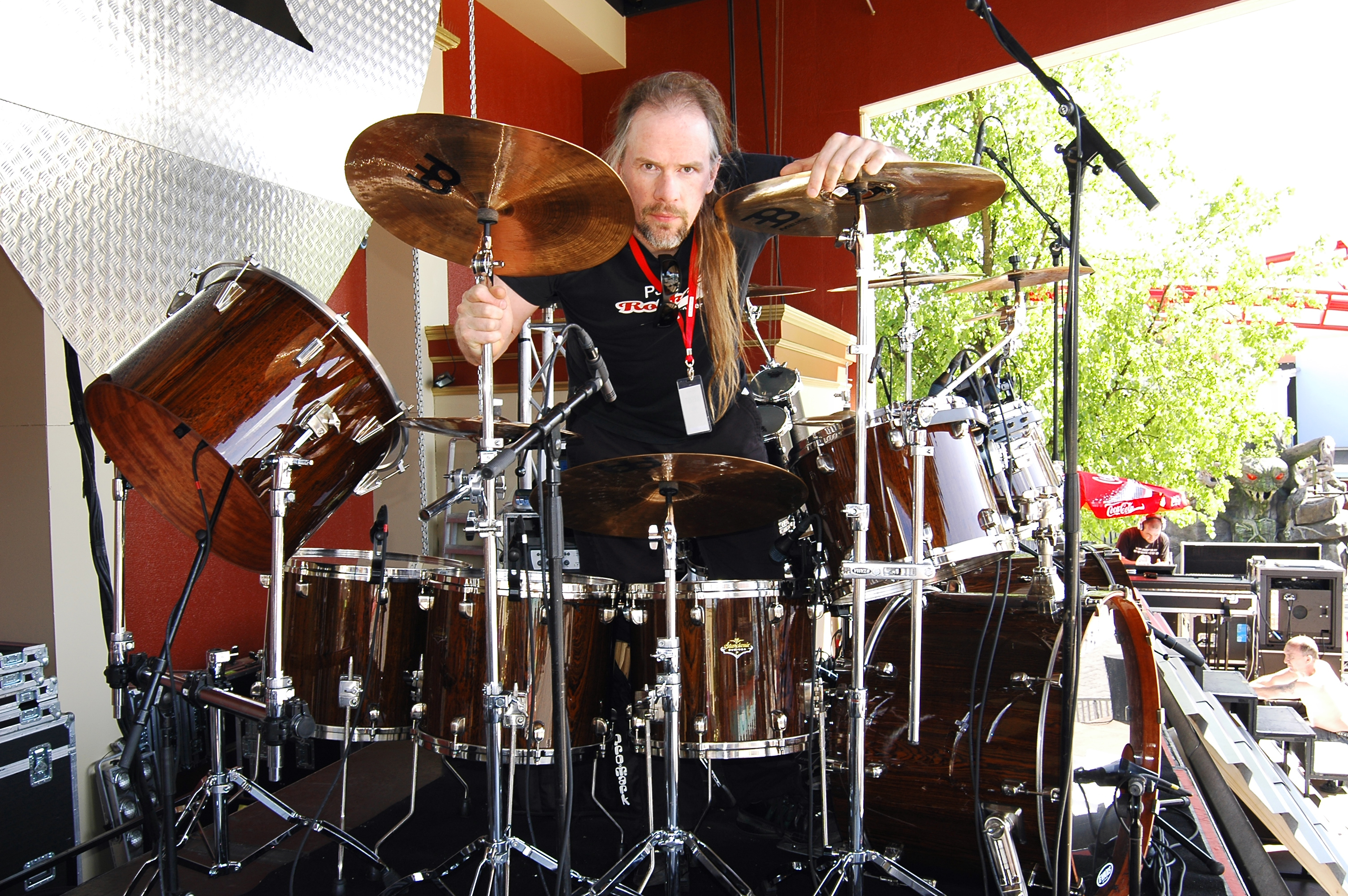
Андерс Юханссон

### Колишні учасники
- Стефан Ельмгрен (Stefan Elmgren) — гітара, бек-вокал (1997—2008)
- Єспер Стремблад (Jesper Strömblad) — ударні (1993—1996)
- Магнус Розен (Magnus Rosén) — бас-гітара (1997—2007)
- Йохан Ларссон (Johann Larsson) — бас-гітара (1993—1994)
- Ніклас Сундін (Niklas Sundin) — гітара (1993—1995)
- Мікаель Станне (Mikael Stanne) — вокал (1993—1996)
- Гленн Юнгстрем (Glenn Ljungström) — гітара (1995—1997)
- Патрік Рефлінг (Patrik Räfling) — ударні (1997—1999)

### Інші учасники
- Конрад Ланта (Cronos, гурт Venom) — екстремальний вокал у пісні «Knights of 21 century» (альбом Chapter V: Unbent, Unbowed, Unbroken)